# بروك ادامز
بروك ادامز (بالإنجليزية: Brock Adams) (و. 1927 – 2004 م) هو سياسي، ومحام من الولايات المتحدة الأمريكية ولد في أتلانتا، جورجيا.
تولى منصب عضو مجلس الشيوخ الأمريكي .وهو عضو في الحزب الديمقراطي الأمريكي .

## التعليم
تعلم في جامعة واشنطن، وكلية هارفارد للحقوق.

## روابط خارجية
- بروك ادامز على موقع مونزينجر (الألمانية)
- بروك ادامز على موقع إن إن دي بي (الإنجليزية)